# Michael Stoyanov
Michael Stoyanov (* 14. Dezember 1966) ist ein US-amerikanischer Schauspieler und Comedyautor. Bekannt wurde er insbesondere durch die Fernsehserie Blossom, in der er eine der Hauptrollen, Blossoms Bruder Tony, spielte.
Stoyanov war bereits als Teenager im Fernsehen zu sehen, erstmals 1985 in der Serie T. J. Hooker sowie später unter anderem in Zurück in die Vergangenheit und Eine schrecklich nette Familie. Außerdem war er Mitglied der Theatergruppe The Second City. Zwischen 1991 und 1995 war er bei Blossom aktiv, verließ die Show aber nach der Hälfte der finalen Staffel, um als Autor für Late Night with Conan O’Brien zu arbeiten, eine Tätigkeit, die er nur ein Jahr lang ausübte. Es folgte 1996 ein drei Episoden umfassendes Engagement bei Beverly Hills, 90210. Ende der 1990er Jahre war er zudem gelegentlich als Autor für MadTV und Mr. Show aktiv.
Im Jahr 2008 war er als einer der Helfer des Jokers in dem Batman-Film The Dark Knight zu sehen.